# Claviger montandoni
Claviger montandoni é uma espécie de inseto do gênero Claviger, pertencente à família Formicidae.